# Mimi Kodheli
Mimi Kodheli, född 11 september 1964 i Tirana, är en albansk politiker som var landets försvarsminister mellan 2013 och 2017. Då hon tillträdde blev hon den första kvinnliga försvarsministern i Albanien. Hon efterträddes efter valet 2017 av sin partikollega Olta Xhaçka.
Kodheli har studerat vid Tiranas universitet och examinerades vid den ekonomiska fakulteten 1986. Hon har även en masterexamen i offentlig förvaltning från University of Nebraska–Lincoln i USA. 
Hon gav sig in i politiken år 2002 då hon tillsattes som vice borgmästare i Tiranë distrikt. 2005 utsågs hon till prefekt i Tiranë prefektur. 2009 valdes hon för första gången in i Albaniens parlament. Hon talar flytande engelska och italienska utöver sitt modersmål albanska.